# Montenuovo

Wappen der Fürsten von Montenuovo

Die  Montenuovo waren ein Adels- und Fürstengeschlecht in der österreichischen Monarchie, das in männlicher Linie von den fränkisch-schwäbischen Grafen von Neipperg und in weiblicher Linie aus dem Kaiserhaus Habsburg-Lothringen stammte. Das Geschlecht ist 1951 im Mannesstamm erloschen.

## Geschichte

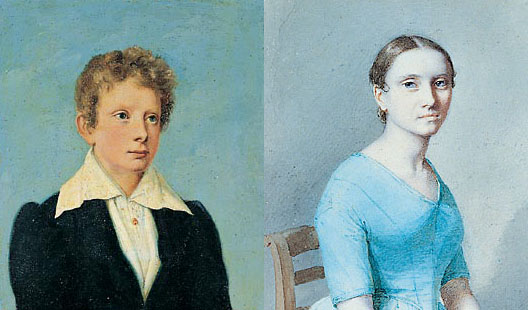
Wilhelm Albrecht (1819–1895) und Albertine Maria (1817–1867) von Montenuovo

Die Montenuovo stammen aus der Beziehung der Erzherzogin Marie-Louise von Österreich, Herzogin von Parma und Piacenza (1791–1847) mit Adam Albert Reichsgraf von Neipperg (1775–1829).

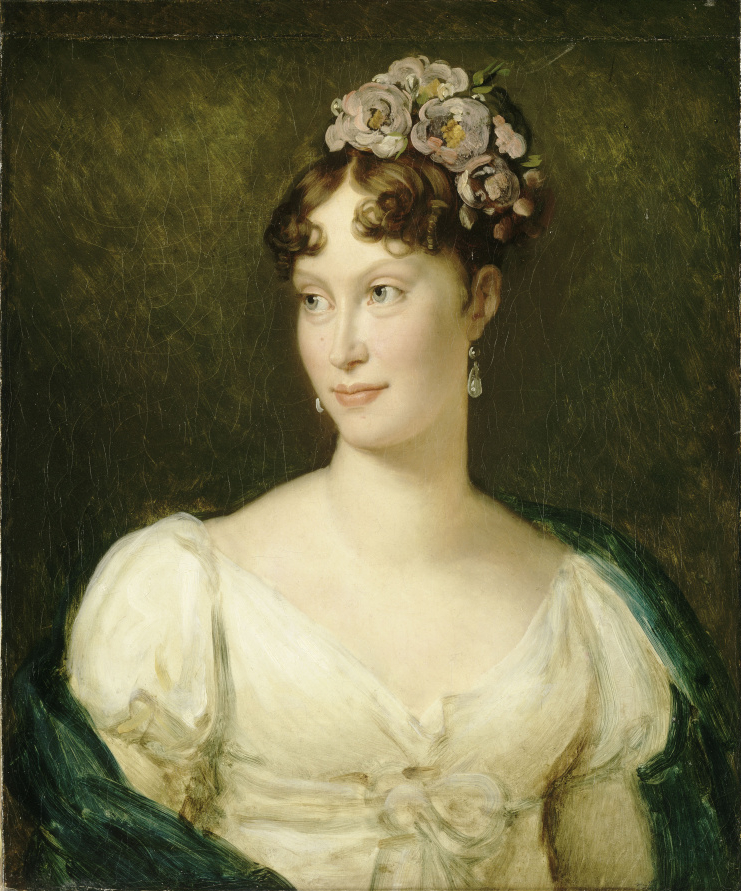
Marie-Louise von Österreich, vormals Kaiserin der Franzosen, Herzogin von Parma und Piacenza (Porträt von François Gérard)

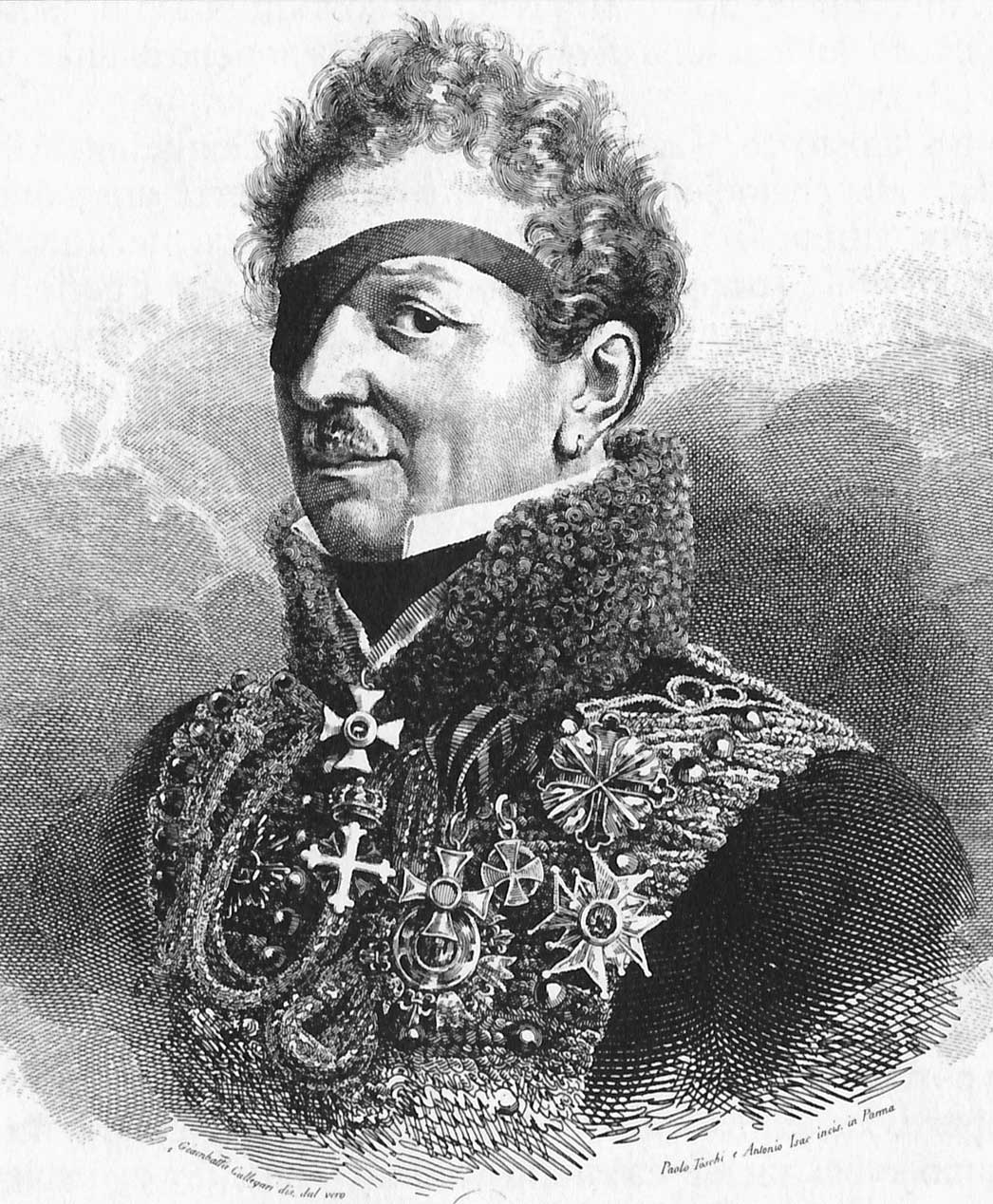
Adam Albert von Neipperg

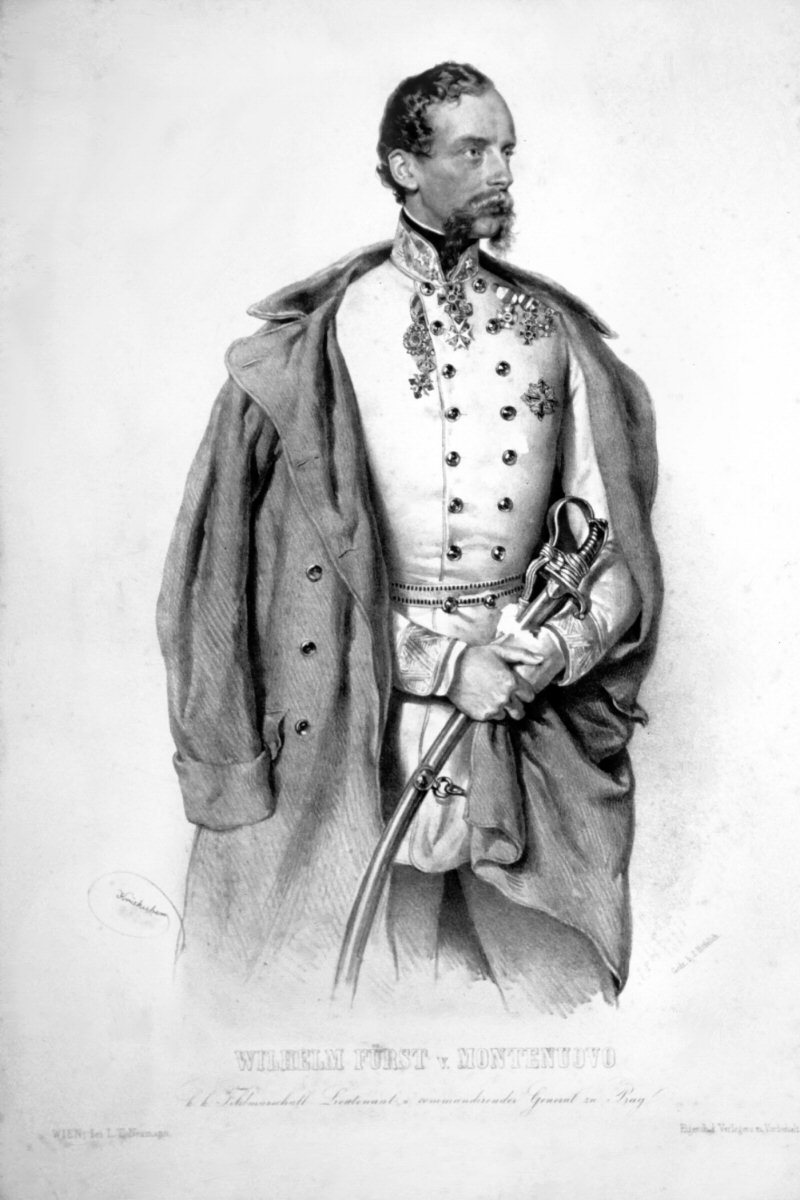
Fürst Wilhelm Albrecht von Montenuovo (1821–1895)

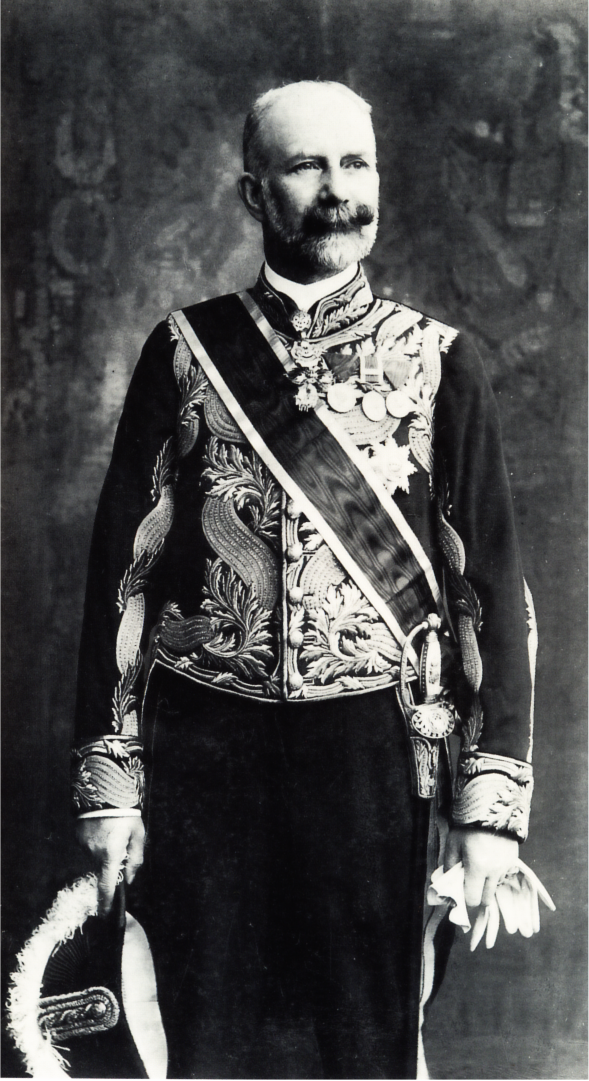
Fürst Alfred von Montenuovo (1854–1927), 1902

Die Familie von Neipperg stand mehrere Generationen im Dienst des Kaiserhauses Habsburg-Lothringen, nachdem Eberhard Friedrich von Neipperg im 17. Jahrhundert zum Katholizismus übergetreten war. Er erreichte hohe Ämter in der kaiserlichen Verwaltung und sein Sohn Wilhelm Reinhard von Neipperg (1684–1774) wurde 1726 in den Reichsgrafenstand erhoben. Obwohl sich die Bedeutung der Neipperg in den angestammten Gebieten in Südwestdeutschland durch die politischen Veränderungen des frühen 19. Jahrhunderts verringerte, erhöhte sich die soziale Stellung der Nachkommen ihrer österreichischen Seitenlinie im Dienst der Habsburgermonarchie, als Adam Albert von Neipperg (1775–1829) auf dem Wiener Kongress 1815 die Interessen von Marie-Louise von Österreich, der Tochter Kaisers Franz II. und der getrennt lebenden Ehefrau des französischen Kaisers Napoleon I. Bonaparte, als Inhaberin des Herzogtums Parma vertrat und ihr Liebhaber wurde. Nach dem Tode seiner Ehefrau und des Todes Napoleons am 5. Mai 1821 ging Adam Albert von Neipperg im Jahre 1821 eine morganatische Ehe mit Erzherzogin Marie-Louise ein, wodurch ihre Kinder mit ihm legitimiert wurden.
Aus der Beziehung Marie-Louises mit Neipperg stammten vier Kinder (siehe Genealogie), die nach der Eheschließung ihrer Eltern ein Grafendiplom des Herzogtums Parma mit dem Namen Montenuovo, einer italienischen Übersetzung von Neuberg oder Neipperg, erhielten. Die überlebenden Kinder wurden am 20. Juli 1864 von Kaiser Franz Joseph I. in den österreichischen Fürstenstand erhoben. Kaiser Franz Joseph war selbst ein Cousin dieser Kinder, da Marie Louise die Schwester seines Vaters Erzherzog Franz Karl war. Bereits ab 1861 hatte der Chef des Hauses Montenuovo einen erblichen Sitz im Herrenhaus, dem Oberhaus des österreichischen Reichsrates. Die Montenuovo gehörten damit zum kleinen Kreis von sechzehn Fürstenhäusern des österreichischen Adels, die der Mediatisierung nicht unterworfen waren.
Von den Kindern Marie-Louises mit Adam Albert von Neipperg wurde Wilhelm Albrecht Fürst von Montenuovo (1819–1895) General in der kaiserlich-österreichischen Armee und heiratete Juliana, Tochter aus dem ungarischen Fürstenhaus Batthyany-Strattmann. Durch diese Eheschließung kamen Schloss und Park in Margarethen am Moos, nahe Bruck an der Leitha in Niederösterreich, sowie Schloss Peuerbach an die Montenuovo. Aus der Ehe stammten mehrere Kinder, von denen Alfred Fürst von Montenuovo (1854–1927) von 1909 bis 1917 als Obersthofmeister Kaiser Franz Josephs I. in der Wiener Hofburg fungierte. Er war mit Franziska Maria, geborene Gräfin Kinsky von Wchinitz und Tettau verheiratet und hinterließ vier Kinder. Mit seinem Sohn Ferdinand (1888–1951) ist das Geschlecht der Montenuovo im Mannesstamm erloschen.
Nach dem Ende des Hauses Montenuovo besteht zwischen den fränkisch-schwäbischen Grafen von Neipperg und dem Haus Habsburg-Lothringen auch heute noch eine Verbindung: Der gegenwärtige Chef der Familie Neipperg, Karl-Eugen Graf von Neipperg (* 1951), ist mit Andrea Habsburg, einer Tochter des letzten österreichisch-ungarischen Kronprinzen Otto, verheiratet.

## Besitz
- Schloss Peuerbach (aus dem Erbe der Batthyány-Strattmann) wurde 1881 verkauft.

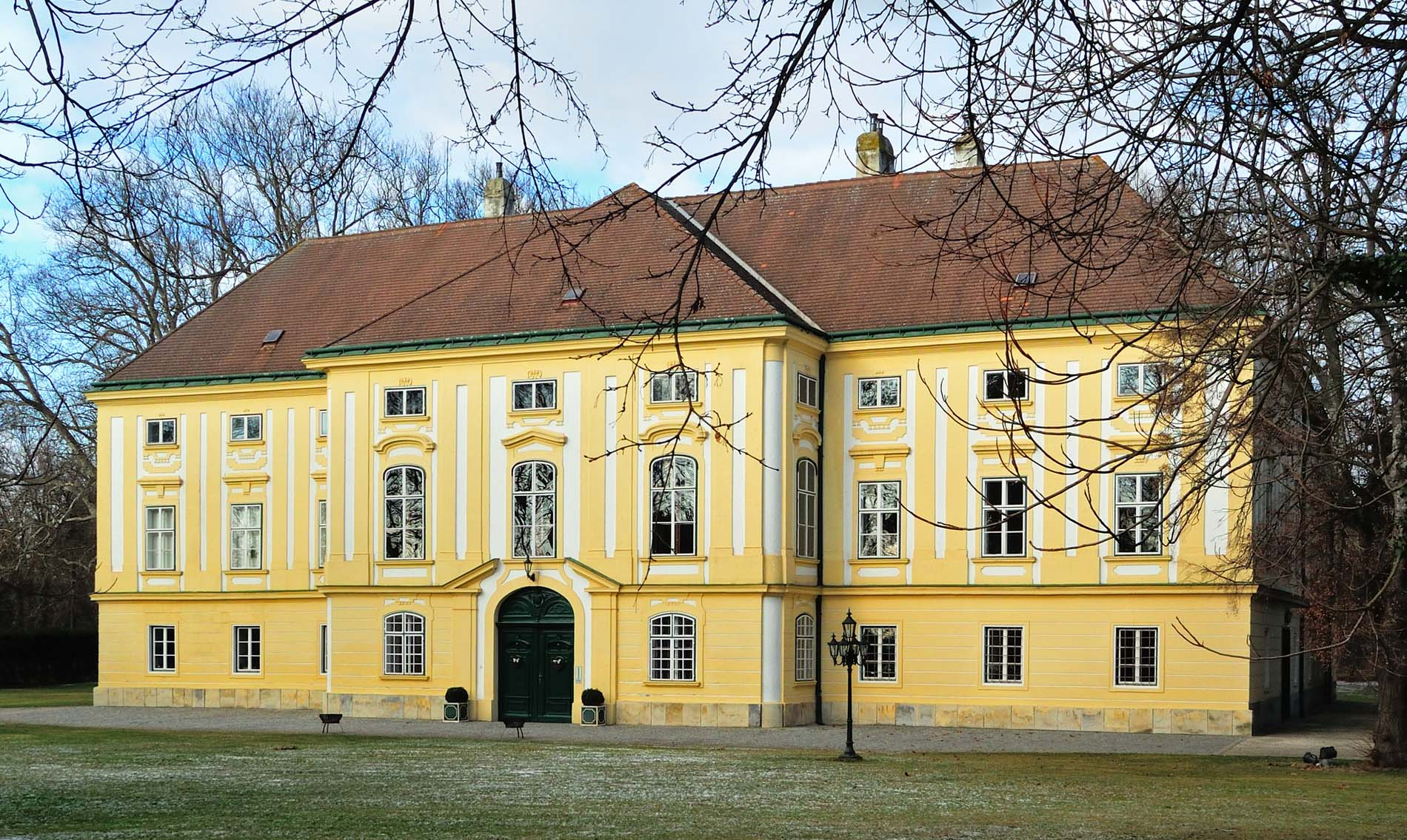
Schloss Margarethen am Moos wurde 1951 unter den Töchtern von Ferdinand von Montenuovo aufgeteilt und später verkauft.
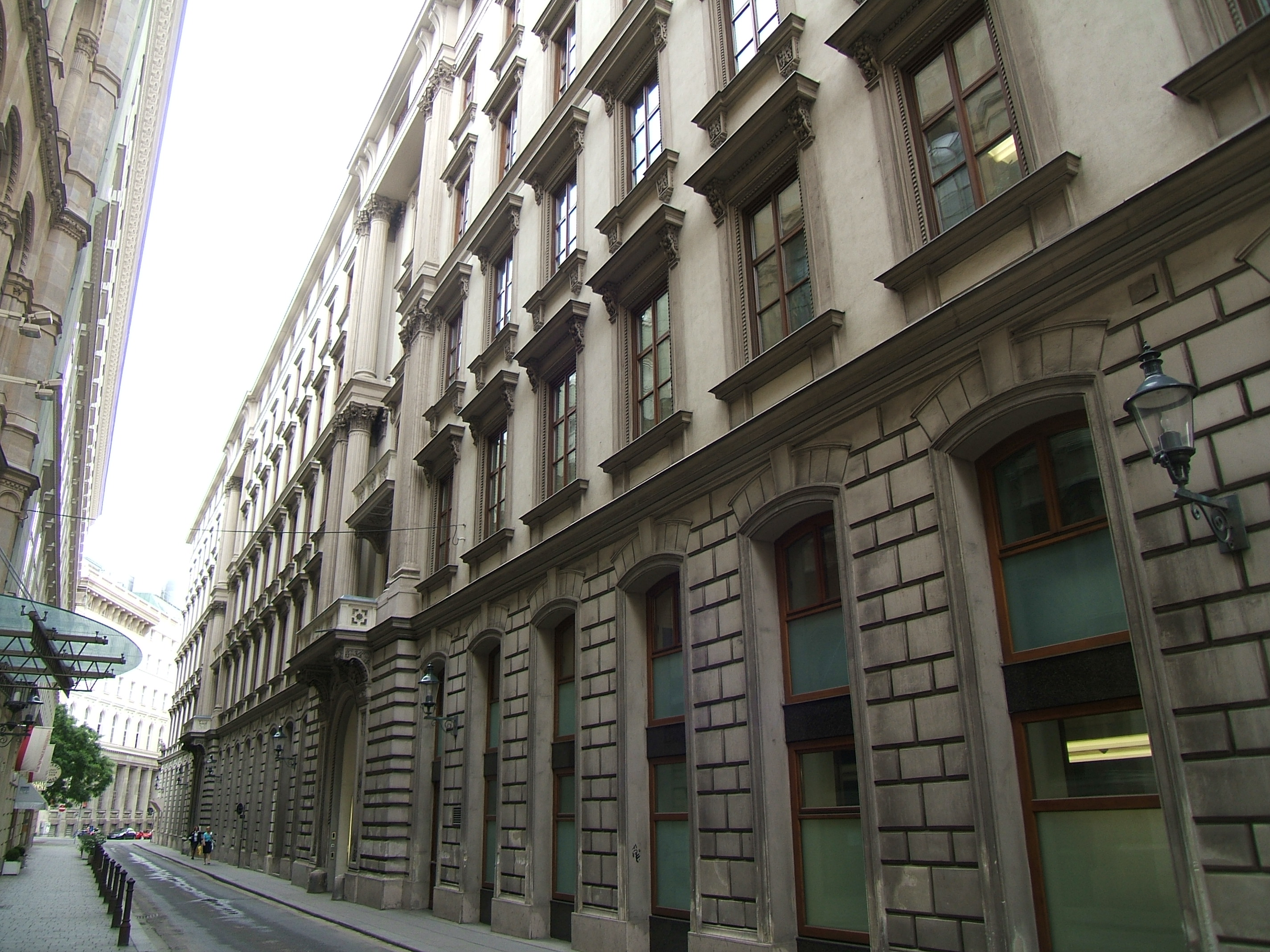
Das Palais Montenuovo in Wien, Löwelstraße 6 im I. Bezirk, wurde Mitte des 19. Jahrhunderts von Juliana von Montenuovo gekauft und anschließend umgebaut.
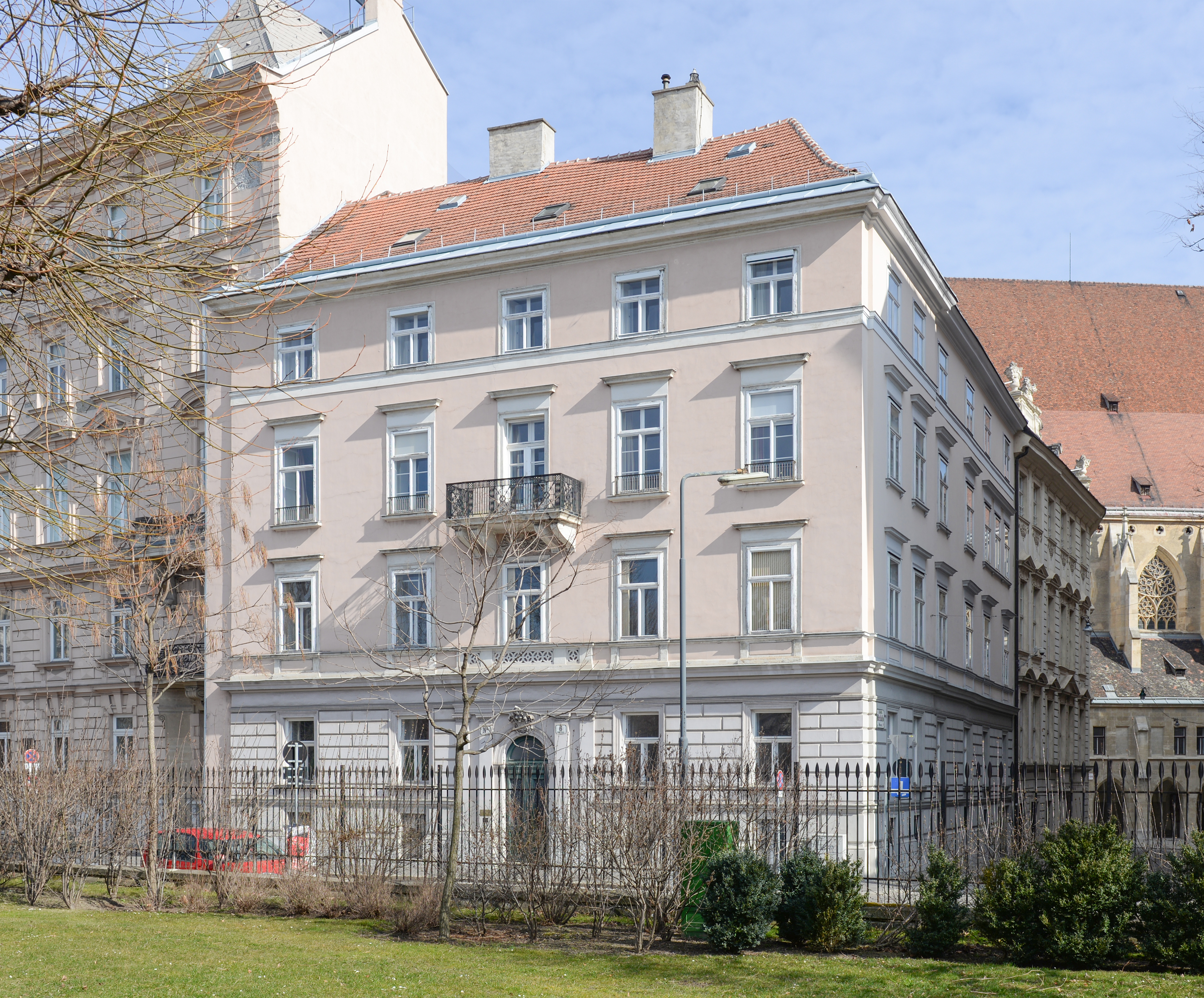
Das Palais Montenuovo in der Strauchgasse 1–3, wurde 1864 für Wilhelm Albrecht von Montenuovo neu ausgestattet.
- In Bóly (Deutsch-Bohl) im Süden Ungarns hatten die Montenuovo Grundbesitz und – zusammen mit den Batthyany-Strattmann – eine Familiengruft. *  - Schloss Margarethen am Moos
  - Palais Montenuovo in der Wiener Strauchgasse
  - Palais Montenuovo in der Löwelstraße

## Wappen
Am 20. Juli 1864 wurde Graf Montenuovo in den Fürstenstand erhoben. Es wurde ihm gestattet, sein bisheriges Wappen mit dem der Mutter und verstorbenen Kaiserin Marie Louise sowie dem der Grafen von Neipperg zu erweitern.

## Genealogie
1. Marie-Louise von Österreich (1791–1847) ⚭ 1821 Adam Albert von Neipperg (1775–1829) und hatte folgende Kinder:
  1. Albertine Maria von Montenuovo (1817–1867) ⚭ 1833 Luigi Sanvitale, Conte di Fontanellato (1799–1876) und hatte 3 Kinder
  2. Wilhelm Albrecht von Montenuovo (1821–1895) ⚭ Juliane Gräfin Batthyany-Strattmann (1827–1871)[2] und hatte folgende Kinder:
    1. Albertine von Montenuovo (1853–1895) ⚭ 1873 Segismundo André Wieloposki, Marquês Gonzaga-Myszkowski (1833–1902) und hatte 5 Kinder
    2. Alfred von Montenuovo (1854–1927) ⚭ 1879 Franziska Gräfin Kinsky von Wchinitz und Tettau  (1861–1935) und hatte folgende Kinder:[2]
      1. Juliana von Montenuovo (1880–1961) ⚭ I Wien 1903 Dionys Maria Graf Draskovich von Trakostjan (1875–1909) und hatte 1 Tochter, ⚭ II 1914 Karl Fürst zu Oettingen-Oettingen und Oettingen-Wallerstein (1877–1930)
      2. Maria von Montenuovo (1881–1954) ⚭ Franz Graf von Ledebur-Wicheln
      3. Ferdinand von Montenuovo (1888–1951) ⚭ Ilona Loosi de Solmosy (1895–1988) und hatte folgende Kinder:
        1. Julia von Montenuovo (1930–2003) ⚭ Gyula Mathe
        2. Marie-Julie von Montenuovo (1931–1987) ⚭ Robert Reithauser
        3. Franziska von Montenuovo (1934–1984) ⚭ Egon Nezsenyi

      4. Franziska von Montenuovo (1893–1972) ⚭ Leopold Prinz von Lobkowicz (1888–1933) und hatte 4 Töchter

    3. Sophie von Montenuovo (1859–1911) ⚭ 1878 Antal Graf Apponyi de Nagy-Appony (1852–1920) und hatte 2 Kinder

  3. Gustavo von Montenuovo
  4. Unbenannte Tochter (*/† 1821)